# Sergej Olegovič Prokof'ev
Sergej Olegovič Prokof'ev in russo Сергей Олегович Прокофьев? (Mosca, 16 gennaio 1954 – Dornach, 26 luglio 2014) è stato un filosofo russo.

## Biografia
Nato a Mosca nel 1954, ha studiato arte e pittura alla Scuola d'Arte di Mosca.
Il suo incontro con l'antroposofia avviene in giovane età, e subito decide che ad essa avrebbe dedicato la sua vita.
Scrisse il suo primo libro Rudolf Steiner e la Fondazione dei Nuovi Misteri mentre viveva ancora nella Russia comunista; il libro fu poi pubblicato in Germania Ovest nel 1982.
In seguito alla caduta del comunismo divenne uno dei co-fondatori della Società Antroposofica russa, e dalla Pasqua del 2001 è divenuto membro del Consiglio Esecutivo della Società Antroposofica Universale, a Dornach, in Svizzera.
Prokofieff è stato autore prolifico e un critico riconosciuto dell'opera di Valentin Tomberg e dei suoi seguaci.
È scomparso in Svizzera il 26 luglio 2014 all'età di 60 anni a seguito di una malattia incurabile.

## Opere

### Tradotti in italiano
- 1990: Le dodici Notti Sante e le Gerarchie Spirituali, Edizioni Arcobaleno
- ........: Il corso dell'anno come via di iniziazione all'esperienza dell'entità del Cristo, Edizioni Arcobaleno
- ........: Rudolf Steiner e la fondazione dei nuovi misteri, Edizioni Arcobaleno
- 1997: La Celeste Sofia e l'Essere dell'Antroposofia, Edizioni Arcobaleno
- 2001: Eterna individualità. La biografia karmica di Novalis, a cura di Untersulzner C., Ed. Widar
- 2002: La nascita dell'esoterismo cristiano nel XX secolo e le forze occulte di opposizione, 2002, Ed. Widar
- 2003: Possano udirlo gli uomini. Il mistero del Convegno di Natale. Vol. 1, a cura di Untersulzner C., Ed. Widar
- 2004: Possano udirlo gli uomini. Il mistero del Convegno di Natale. Vol. 2, a cura di Untersulzner C., Ed. Widar
- 2005: Possano udirlo gli uomini. Il mistero del Convegno di Natale. Vol. 3, a cura di Untersulzner C., Ed. Widar
- 2005: Che cosa è l'antroposofia?, Ed. Widar
- 2006: La meditazione della pietra di fondazione. Una chiave ai nuovi misteri cristiani, Ed. Widar
- 2006: Misteri alla svolta dei tempi. I pastori e i re-I due Giovanni-Giovanni Battista e Giovanni Evangelista, Ed. Widar
- 2007: Antroposofia e «La filosofia della libertà». Antroposofia e il suo metodo di conoscenza, Ed. Widar
- 2008: Del rapporto con Rudolf Steiner. Il mistero della posa della pietra di fondazione, Ed. Widar
- 2009: Il significato esoterico del comune lavoro scientifico spirituale, Ed. Widar
- 2009: Il guardiano della soglia e «la filosofia della libertà». Il rapporto della «filosofia della libertà» con il quinto vangelo, Ed. Widar
- 2010: Il mistero della resurrezione alla luce dell'antroposofia, Ed. Widar
- 2010: L'impulso della Pentecoste e l'agire del Cristo nel sociale, Ed. Widar
- 2011: Perché si diventa membri della Libera università di scienza dello spirito?, Ed. Widar
- 2013: La società antroposofica e la sua prova spirituale nel presente, con Selg Peter, Ed. Widar
- 2013: Perché si diventa membri della società antroposofica?, Ed. Widar
- 2013: L'apparizione del Cristo nell'eterico. Aspetti scientifico-spirituali del ritorno eterico, Ed. Widar
- 2014: L'incontro con il male. La pietra di fondazione del bene, Ed. Widar
- 2017: Il mistero di Michele. Una osservazione scientifico-spirituale dell'Immaginazione di Michele e della sua rappresentazione in Euritmia, Ed. Widar.
- 2018:  E la Terra divenne Sole. Il mistero della Resurrezione, Ed.Widar.